# Conakry

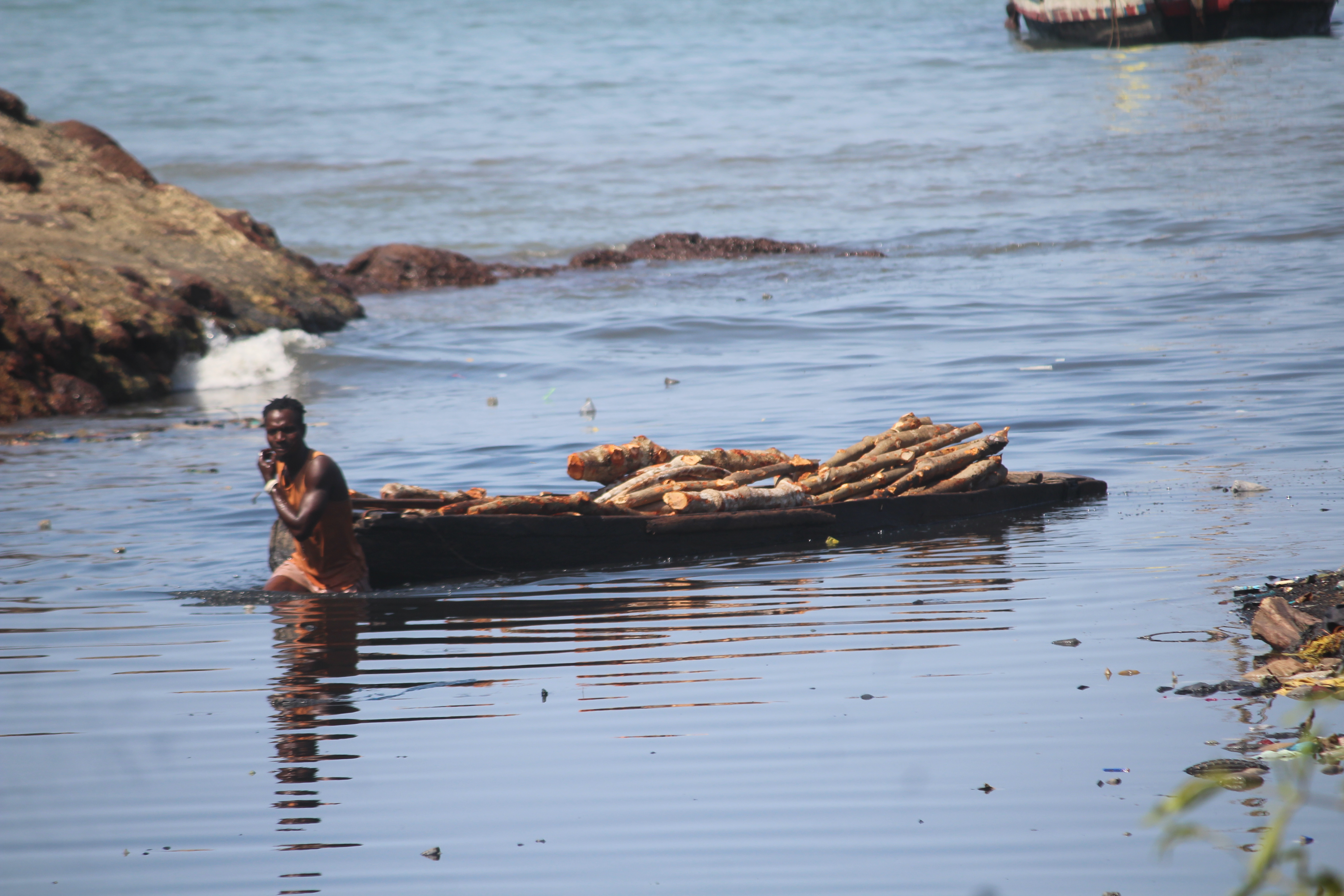

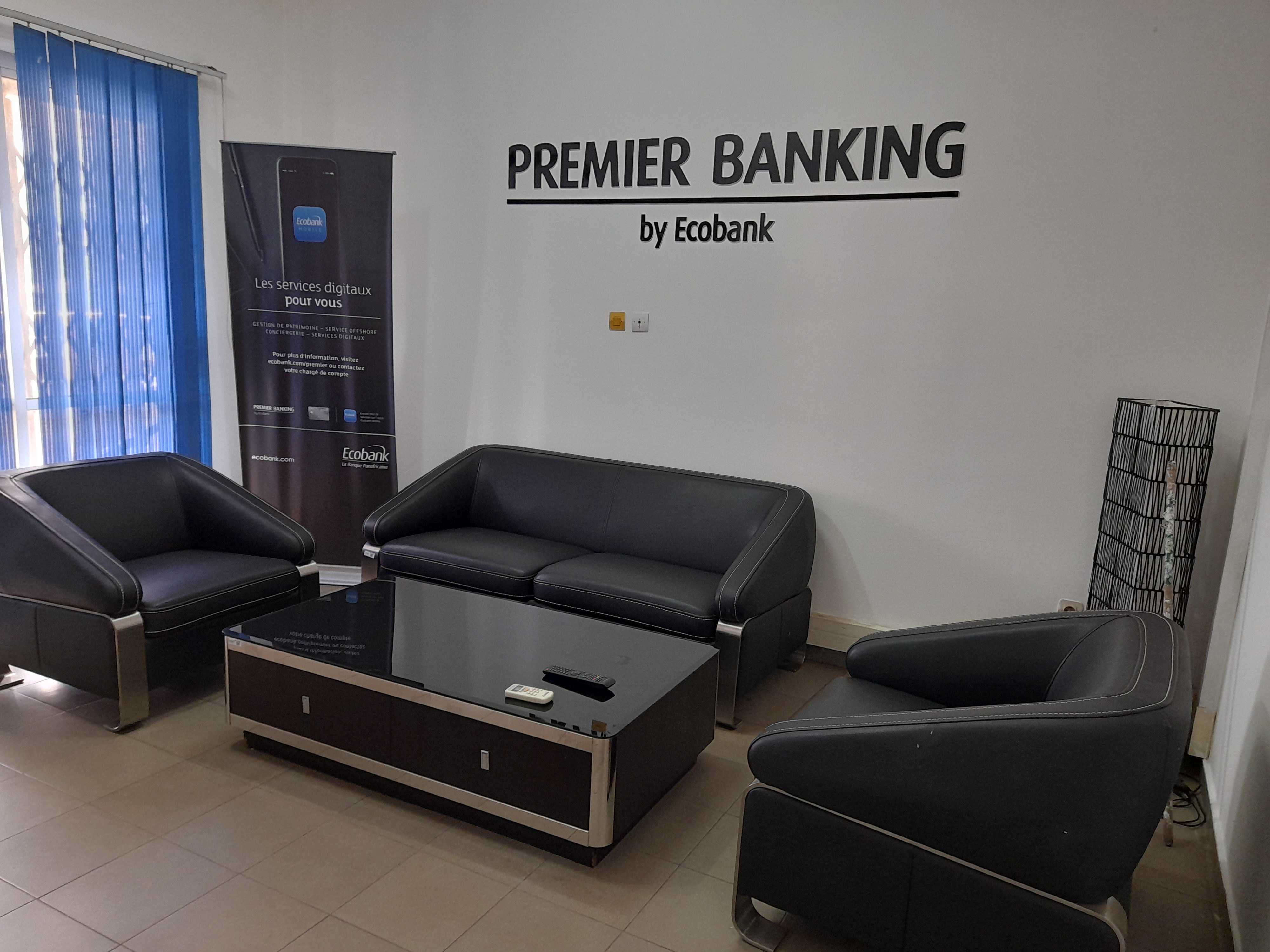

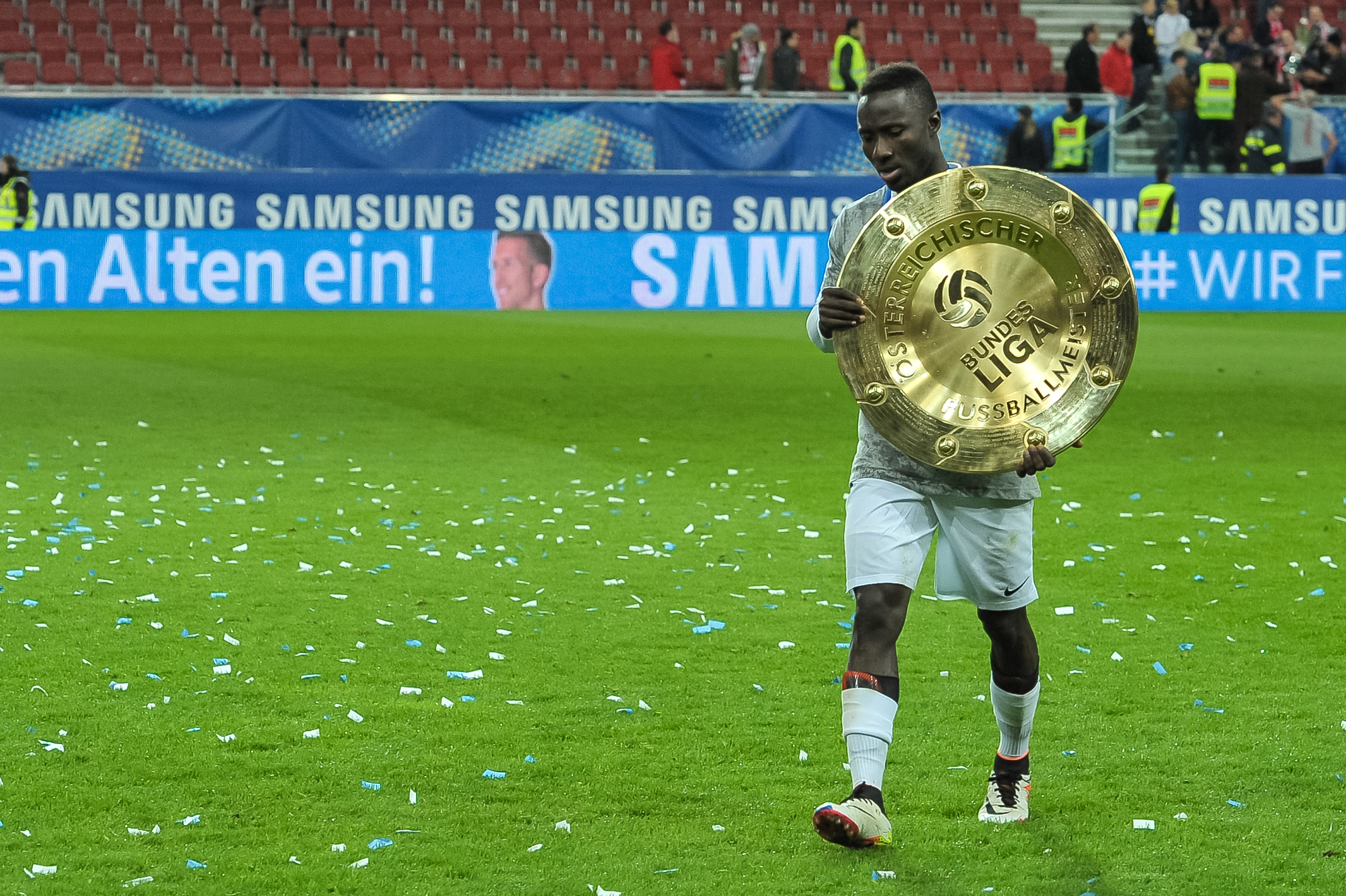

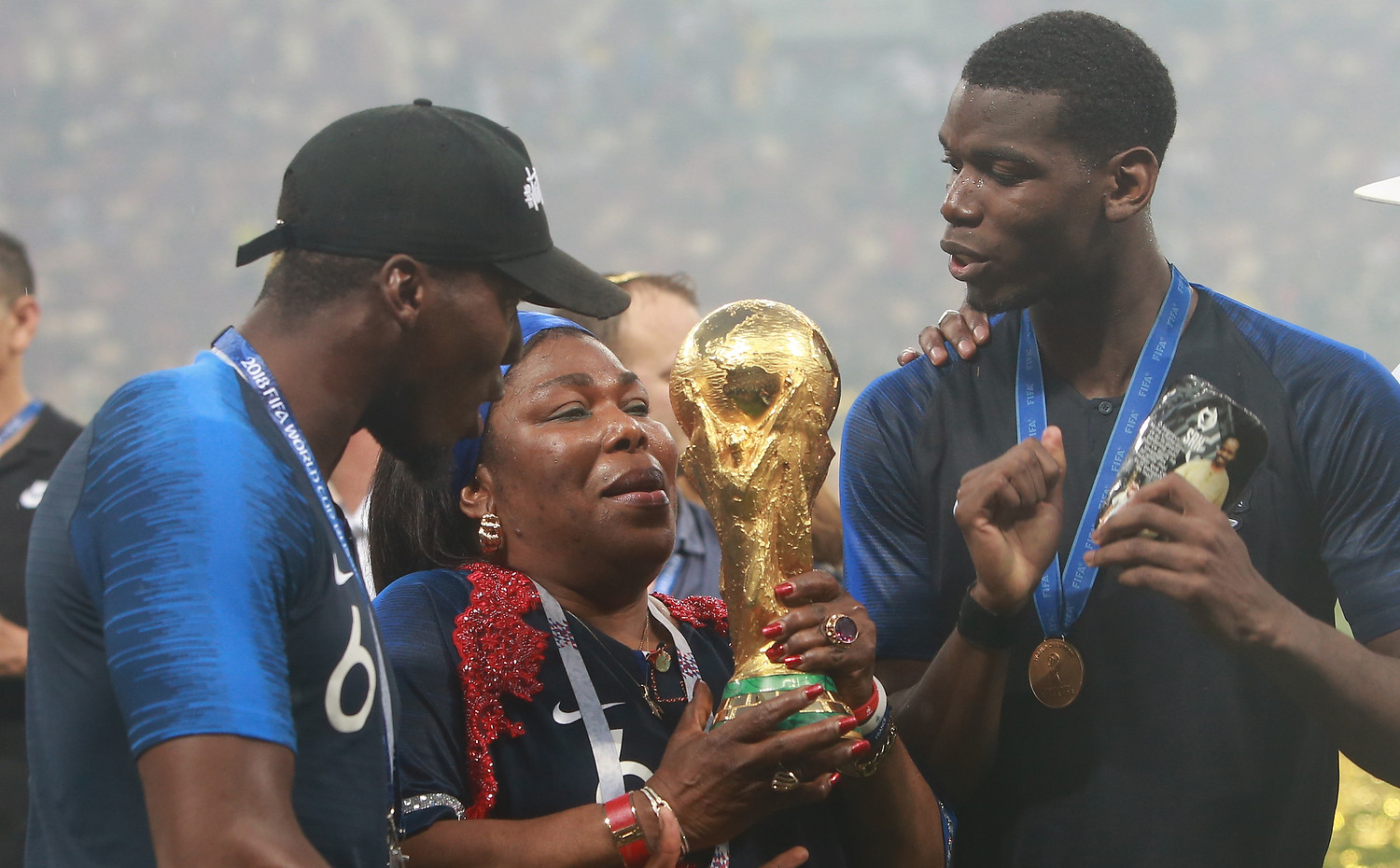

Conakry (ook Konakry) is de hoofdstad en grootste stad van Guinee. Het is een havenstad gelegen aan de Atlantische Oceaan. Conakry is het economische, financiële en culturele centrum van Guinee en heeft ongeveer 1.800.000 inwoners (2017).
Het exacte aantal inwoners van Conakry is moeilijk vast te stellen. Het Amerikaanse Bureau voor Afrikaanse Zaken heeft in 2007 een schatting gemaakt van twee miljoen, goed voor een zesde van de totale bevolking van het land.

## Geografie
Conakry ontwikkelde zich oorspronkelijk op het eiland Tombo, een van de Îles de Los, maar de stad heeft zich sindsdien verspreid over het aangrenzende schiereiland Kaloum waarmee het nu via een landengte verbonden is.

## Geschiedenis
Conakry was oorspronkelijk gevestigd op Tombo en verspreidde zich later naar het naburige schiereiland Kaloum, een 36 kilometer lang stuk land van 0,2 tot 6 kilometer breed. De stad werd in wezen gesticht nadat Groot-Brittannië het eiland in 1887 aan Frankrijk had afgestaan. In 1885 hadden de twee eilanddorpen Conakry en Boubinet minder dan 500 inwoners. In 1904 werd Conakry de hoofdstad van Frans-Guinee en floreerde als exporthaven, vooral nadat een spoorweg (nu gesloten) naar Kankan het binnenland opende voor de grootschalige export van pindanoten.
In de decennia na de onafhankelijkheid groeide de bevolking van Conakry, van 50.000 inwoners in 1958 tot 600.000 in 1980, tot meer dan twee miljoen vandaag. Het kleine landoppervlak en de relatieve isolatie van het vasteland, wat juist in het voordeel was van de koloniale oprichters, heeft sinds de onafhankelijkheid een infrastructurele last veroorzaakt.
In 1970 verspreide een conflict, tussen de Portugese strijdkrachten en de PAIGC in het naburige Portugees-Guinea (nu Guinee-Bissau), zich uit naar de Guinee toen een groep van 350 Portugese militairen en Guinese loyalisten bij Conakry landden, de stad aanvielen en 26 Portugese krijgsgevangenen bevrijdden die door de PAIGC werden vastgehouden. Na deze actie trokken de Portugese troepen en de Guinese loyalisten zich terug zonder dat zij erin geslaagd waren de regering omver te werpen of de PAIGC-leiding te doden.
Kamp Boiro, een gevreesd concentratiekamp tijdens het bewind van Sekou Toure, bevond zich in Conakry.
Volgens mensenrechtenorganisaties stierven 157 mensen tijdens het protest van Guinea in 2009 toen de militaire junta op 28 september 2009 het vuur opende op tienduizenden demonstranten in de stad.

## Bestuurlijke indeling
Conakry heeft de status van speciale stad, met één regio- en prefectuurregering. In 1991 werd het bestuur van de stad gedecentraliseerd en verdeeld in vijf gemeenten onder leiding van een burgemeester. De vijf gemeenten zijn:
- Kaloum – het centrum van de stad
- Dixinn – waaronder de Universiteit van Conakry en vele ambassades
- Ratoma – bekend om het nachtleven
- Matam
- Matoto – Conakry International Airport is hier gelegen

De vijf gemeenten vormen samen de regio Conakry, een van de acht regio's van Guinee, die wordt geleid door een gouverneur. Op het tweede bestuurlijke niveau, de prefectuur, wordt de stad aangewezen als de Speciale Zone Conakry, hoewel de prefectuur en de regionale overheid hetzelfde zijn. Met naar schatting twee miljoen inwoners is het verreweg de grootste stad in Guinee, waar bijna een kwart van de bevolking van het land woont. Daarmee is het meer dan vier keer groter dan de tweede grootste stad van Guinee, Kankan.

## Conakry vandaag
Bezienswaardigheden zijn het Nationaal Museum, de vele markten, het Palais du Peuple, de Grand Mosque, het nachtleven en het nabijgelegen Iles de Los.
Conakry is ook bekend om haar botanische tuinen.

## Economie
Conakry is de grootste stad van Guinee en is het bestuurlijke en economische centrum van het land. De economie draait vooral om de haven, die moderne installaties om lading over en op te slaan bezit. Vooral aluminium en bananen worden verscheept. Voeding en auto's zijn enkele eindproducten.

## Geboren in Conakry
- Mohamed Camara (1959), regisseur en acteur
- Mohammed Sylla (1971-2010), voetballer
- Souleymane Oulare (1972), voetballer
- Pablo Thiam (1974), voetballer
- Ousmane Bangoura (1979), voetballer
- Pascal Feindouno (1981), voetballer
- Oumar Kalabane (1981), voetballer
- Souleymane Youla (1981), voetballer
- Sambegou Bangoura (1982), voetballer
- Kader Camara (1982), voetballer
- Mamadou Alimou Diallo (1984), voetballer
- Ibrahima Diallo (1985), voetballer
- Aboubacar M'Baye Camara (1985), voetballer
- Kamil Zayatte (1985), voetballer
- Mamadou Bah (1988), voetballer
- Idrissa Sylla (1990), voetballer
- Florentin Pogba (1990), voetballer
- Mathias Pogba (1990), voetballer
- Lass Bangoura (1992), voetballer
- Salim Cissé (1992), voetballer
- Alhassane Keita (1992), voetballer
- Mohamed Yattara (1993), voetballer
- Issiaga Sylla (1994), voetballer
- Sekou Keita (1994), voetballer
- Aboubakar Camara (1994), voetballer
- Naby Keïta (1995) ,voetballer
- Boubacar Barry (1996), voetballer
- Amadou Diawara (1997), voetballer

## Overleden
- Lansana Conté (1934-2008), president
- Stokely Carmichael (1941-1998), politicus